# Мореле, Пьер Мари Артур
Пьер Мари Артур Мореле (фр. Pierre Marie Arthur Morelet; 26 августа 1809 — 9 октября 1892) — французский натуралист, художник, зоолог и малаколог.

## Биография
Родился в семье мэра Дижона. Он женился на Ноэми де Фолин — сестре Леопольда де Фолина, от которой у него родились две дочери. У него был особый интерес к моллюскам, о чём он пишет во многих публикациях (особенно об африканских видах). В 1846 году от Французской Академии наук он получил предложение об экспедиции в Центральную Америку. Для этой цели была назначена комиссия, рекомендации которой были опубликованы в письменном виде Исидором Жоффруа Сент-Илером и Ахиллом Валансьеном в «Instructions générales rédigées par l’administration du Muséum».
В 1847 году Мореле отправился в длительную поездку по южной Мексике и Центральной Америке. С 1848 года он представлял свою коллекцию в Национальном музее естественной истории в Париже. Среди прочих мест, он посетил Паленке в 1846 году и в 1871 году. Проехал по мексиканским штатам Табаско, Чьяпас, Кампече и Юкатан, спустился вниз по течению реки Рио Усумасинта, через Петен и вплоть до нагорья Кобан, добрался до Гватемалы и опубликовал свои находки неморских моллюсков в книге «Testacea novissima Insulæ Cubanæ et Americæ Centralis» 1851 года. В ней Мореле описал три вида моллюсков из Юкатана, три вида из Кампече и ещё несколько видов из Мексики и остальной части Центральной Америки — всего 22 новых вида моллюсков. Среди позвоночных животных, о которых сообщает Мореле, выделяется Центральноамериканский крокодил (Crocodylus moreletii). Он был описан Огюстом Дюмерилем и Габриэлем Биброном и назван в честь своего первооткрывателя. В течение десятилетий он считался вымершим и был вновь обнаружен только в 1923 году в районе озера в Белизе. В 1851 году он также описал два вида сосен из Центральноамериканского региона — сосну карибскую (Pinus caribaea, Morelet 1851) и сосну тропическую (Pinus tropicalis, Morelet 1851).

## Виды, названные в честь Мореле
- Crocodylus moreletii (Duméril et Bibron, 1851) - Центральноамериканский крокодил[4].
- Agalychnis moreletii, Duméril 1853
- Patella moreleti, Drouet 1858
- Conus moreleti, Crosse 1858
- Ommatoiulus moreletii, Lucas 1860
- Clavator moreleti, Crosse & Fischer 1868
- Edentulina moreleti, Adams 1868
- Leidyula moreleti, Fischer 1871
- Mesaspis moreletii moreletii, Bocourt 1871
- Letourneuxia moreleti, Hesse 1884
- Onoba moreleti, Dautzenberg 1889